# Ankair
Ankair was een chartermaatschappij die haar thuisbasis had in Istanbul, Turkije. De hub van de maatschappij was op Luchthaven Istanbul Atatürk. Ankair voerde vluchten uit naar Europa en het Midden-Oosten.

## Geschiedenis
De maatschappij werd opgericht onder de naam World Focus Airlines op 27 september 2005. De vloot bestond toen uit twee Airbus A310 toestellen. Vanwege de negatieve publiciteit na de crash van Atlasjet vlucht 4203, een toestel eigendom van World Focus, werd de naam veranderd in Anka Air. Dit werd veranderd in Ankair in februari 2008.

## Ongelukken en incidenten
Een McDonnell Douglas MD-83 die aan Atlasjet geleased werd, crashte op 30 november 2007 kort voor de landing op luchthaven Süleyman Demirel in Isparta. Alle 57 mensen aan boord verongelukten tijdens de crash van vlucht 4203. De oorzaak is nog steeds onbekend.

## Einde operaties
In juli 2008 stopte Ankair alle operaties nadat haar licentie werd ingetroken door de Turkse luchtvaartautoriteiten. Voorlopig zijn er nog geen nieuwe operaties opgestart.

## Vloot
De vloot van Ankair bestond uit (april 2008):
- 2 McDonnell Douglas MD-83

Ankair kocht voor haar licentie werd ingetrokken een Boeing 747-21AC toestel (ex-Martinair PH-MCF, werd geregistreerd als TC-AKZ). Deze werd echter snel weer verkocht aan Iran Air Cargo, dat er momenteel mee vliegt (EP-ICD).